# Balwadgi, Chitapur
Balwadgi là một làng thuộc tehsil Chitapur, huyện Gulbarga, bang Karnataka, Ấn Độ.